# Мечеть Абу Ханифы
Мечеть Абу Ханифы (араб. مسجد أبي حنيفة‎) также известная как Джами аль-Имам аль-А‘зам (араб. جامع الإمام الأعظم‎) — суннитская мечеть в Багдаде (Ирак). Построена вокруг могилы Абу Ханифы ан-Нумана, основателя ханафитского мазхаба. Находится в районе аль-Азамия на севере Багдада, названном в честь эпитета Абу Ханифы аль-Имам аль-азам («великий имам»).

## Предыстория
Халиф Абу Джафар аль-Мансур предложил Абу Ханифе стать главным судьёй (кади аль-кудат), но он отказался, из-за чего его пытали и посадили в тюрьму. Его избивали плетями (110 ударов), пока он не согласился. Аль-Мансур приказал Абу Ханифе издать фетвы, расширяющие власть халифа, на что Абу Ханифа не согласился, что привело его обратно в тюрьму.
Абу Ханифа умер в 767 году (150 г. хиджры), находясь в багдадской тюрьме, либо от отравления, либо от старости. Он был похоронен на кладбище аль-Хайзуран, названном в честь аль-Хайзуран бинт Атта, которая была похоронена на нём, через 23 года после смерти Абу Ханифы. Сообщается, что на его похоронах присутствовало 50 000 человек, и на них присутствовал сам аль-Мансур.

## История
Мечеть среднего размера была построена в 375 году хиджры (985/986 г.) рядом с могилой Абу Ханифы по приказу Самсама ад-Даулы во время правления в Аббасидском халифате Бувайхидов. Сообщается, что Абу Джафар аз-Заммам построил зал внутри мечети в 379 году хиджры.
В 459 году хиджры (1066 г.), великий визирь сельджукского султана Алп Арслана Абу Саад аль-Хорезми или аль-Муставфи построил в мечети гробницу для Абу Ханифы вместе с белым куполом . Аль-Хорезми также построил школу рядом с мечетью, названную Школой Великого Имама, для обучения ханафитскому мазхабу. По свидетельству Ибн Халликана, школа была открыта 22 сентября 1067 года, следовательно, школа Великого Имама является первой школой в Багдаде. На строительство школы ушло четыре с половиной месяца (с 8 января 1067 г. по 15 мая 1067 г.).

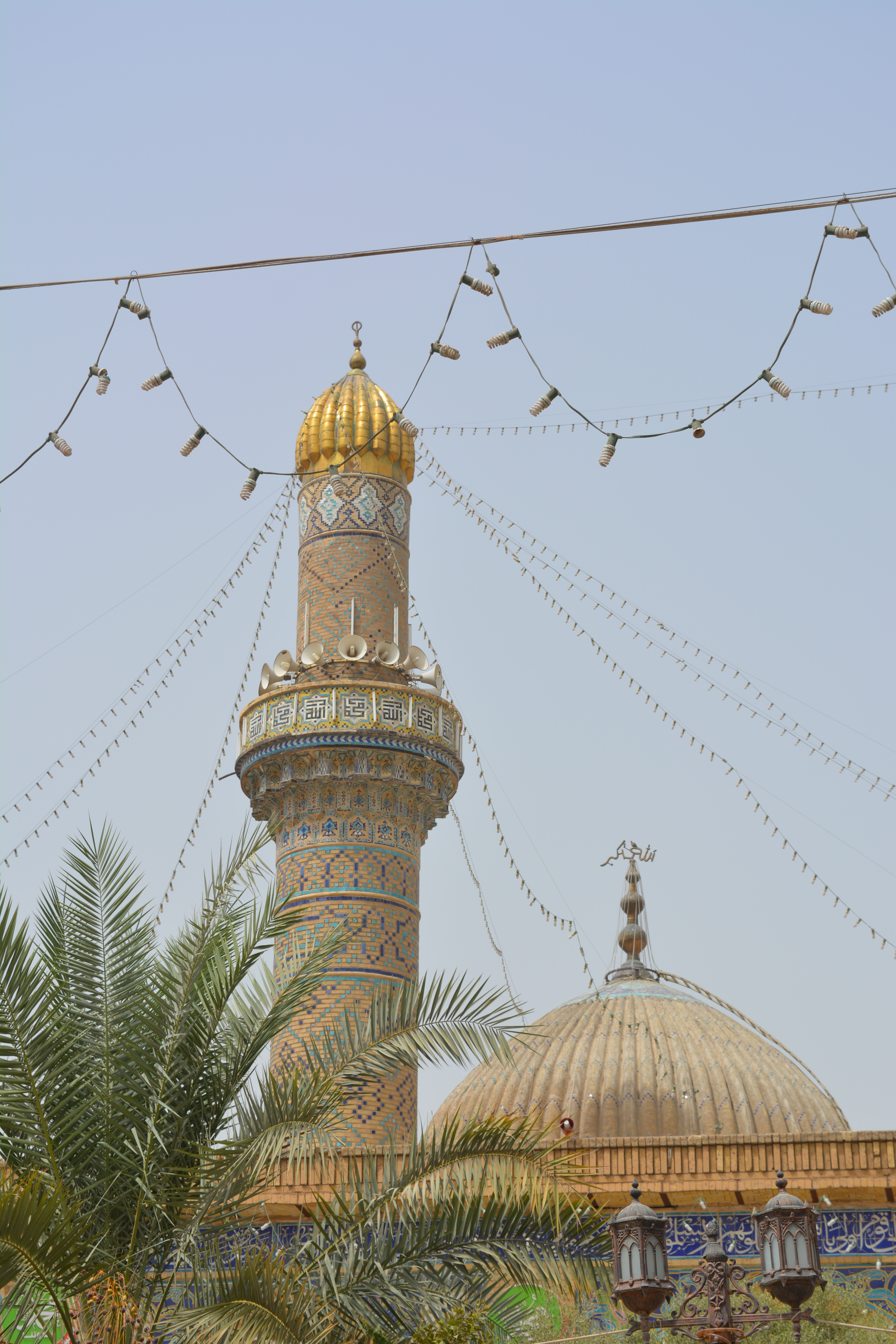
Минарет

После вторжения в Багдад династии Сефевидов в 1508 году мечеть и школа Абу Ханифы были разрушены и упразднены из-за межконфессиональных конфликтов, которые были у Сефевидов-шиитов. Османы вторглись в Багдад в 1534 году и заменили Сефевидов суннитским правлением. Султан Сулейман Великолепный впервые посетил после вторжения в Ирак Наджаф и Кербелу. А затем он посетил разрушенную мечеть Абу Ханифы и приказал восстановить её и устранить все повреждения. Во время восстановления мечети к ней были добавлен минарет, зал, ванная комната, от 50 до 140 магазинов. Вокруг мечети была построена квадратная крепость и сторожевая башня. В крепости находились 150 солдат.
В 1638 году османы вновь вторглись в Багдад, после того как он был вновь захвачен Сефевидами в 1623 году . Султан Мурад IV вернулся к Азамии и, в частности, к мечети Абу Ханифа, поскольку она была усыпальницей имама ханафитского мазхаба, который был официальным мазхабом в Османской империи. Над мечетью возвели роскошный купол. Султан привёл некоторых членов племени аль-Убайд, чтобы они жили в домах вокруг мечети для её защиты. Султан приказал обновить школу и назначил сотрудников для управления школой, а также разрешил проведение торжеств и праздников в школе. При правлении Шейх уль-Ислама Яхьи султан приказал перестроить здания вокруг мечети и украсить её полосами из золота и серебра, украсить мечеть зелёными шерстяными драпировками и расширить верхние и нижние ворота. Мечеть достигла своего пика в период правления султана Мурада IV.
В 1669 г. брат визиря Мухаммед-бек Дафтари реконструировал старые части мечети и построил в ней коридор. В 1689 г. Омар-паша реконструировал мечеть и сделал её сад одним из самых замечательных садов в Багдаде.
В 1757 году, во времена правления династии мамлюков в Ираке, вали Багдада Сулейман-паша обновил святыню и построил купол и минарет. В 1802 г. некоторые постройки мечети чуть не рухнули, что привело к разрушению некоторых частей мечети, но Сулейман-паша исправил ситуацию, реконструировав старые здания и покрасив вершину минарета золотом. В 1839 г. султан Абдул-Меджид I приказал реконструировать старые повреждённые части мечети и украсить её покрывалом из Мечети Пророка, что было с радостью встречено жителями Багдада из-за его святости.

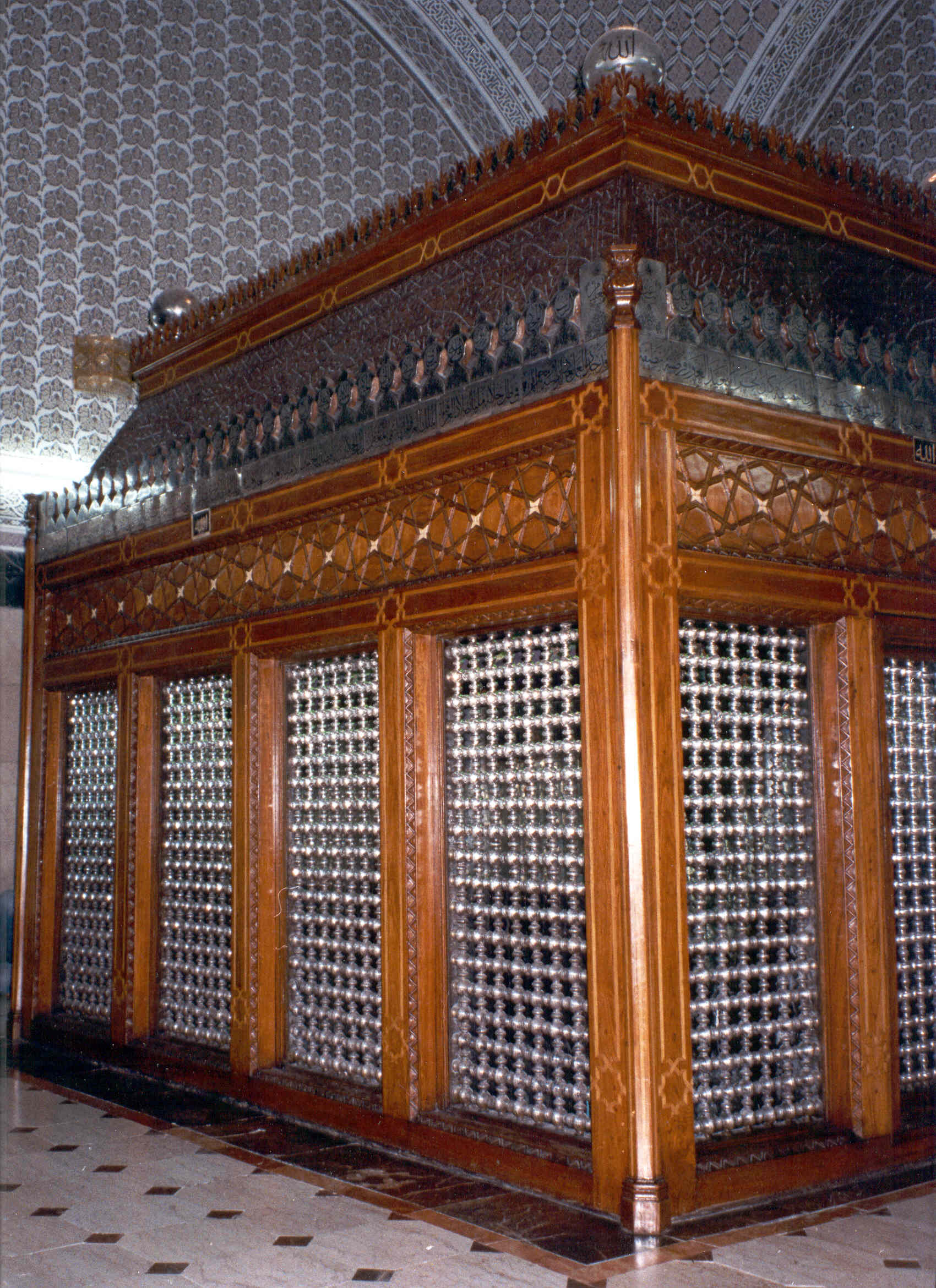
Гробница Абу Ханифы

В 1871 г. мать Абдул-Азиза, Пертевниял Султан, когда она была больна, поклялась, что, если она выздоровеет, она восстановит мечеть на свои деньги, что она и сделала после того, как поправилась. Султан Абдул-Азиз приказал сформировать комитет, в который вошли три работника мечети и мэр Азамии. Стоимость реконструкции мечети составила 80 000 лир . Комитет составил строительную карту и передал её самому известному инженеру Багдада Аситу Карзе, на карте были два коридора, несколько комнат с юга, востока и севера, сад, молельня, большой двор и школа для учителей. Коран . Реконструкция длилась пять лет.
В 1910 году султан Абдул-Хамид II приказал реконструировать мечеть, обновить стены и построить дополнительные помещения для студентов и бедняков. Эти ремонтные работы обошлись в 2300 лир . За эти годы было ещё несколько реконструкций. Самые важные из них были в 1918 и 1935 годах, когда старые комнаты были заменены большими новыми комнатами и 1948 году.
В 1959 году, после революции 1958 года, в мечети было проведено множество реконструкций. Правительство выделило деньги на строительство инженеру Наджмуддину Абдуллаху аль-Джумайли. Он начал работать в Рамадан 1379 г.х. (февраль 1960 г.). Реконструкция длилась пять лет.
10 апреля 2003 г. во время битвы за Багдад (2003 г.) между американскими войсками и иракскими войсками, находившимися внутри мечети, шёл четырёхчасовой бой. Были разрушены части куполов, минарет и залы. Люди, жившие рядом с мечетью, очистили мечеть от осколков стекла и последствий боевых действий, а также защитили мечеть от тех, кто разграбил большую часть Багдада. Суннитский фонд с участием нескольких компаний и семей восстановил разрушенные части мечети, пока она не была полностью восстановлена в 2004 году. Позже, в 2006 году, ракеты из реактивной установки «Катюша» упали во дворе мечети, не причинив мечети никакого ущерба.

## Описание

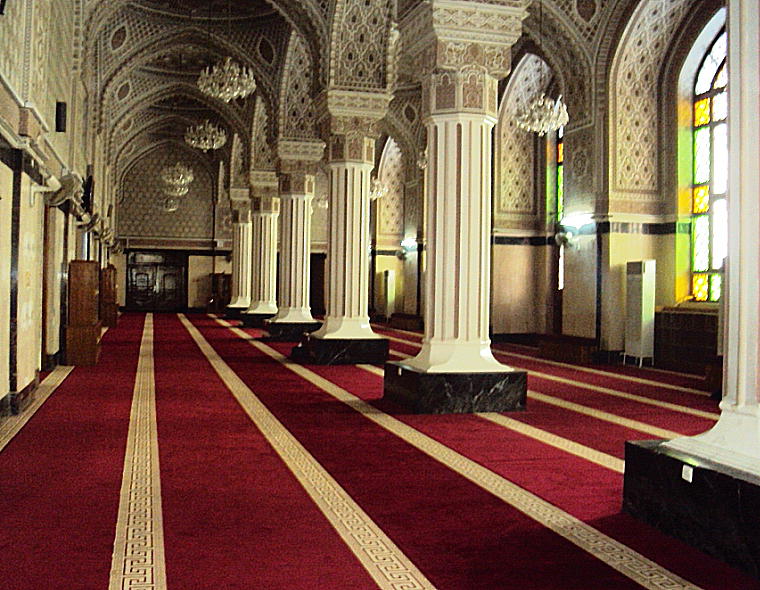
Зал мечети

Общая площадь мечети составляет и может вместить 5000 верующих. На пятничные молитвы обычное количество молящихся составляет 1000 человек, а на обычные ежедневные молитвы в мечеть приходят 200—250 верующих.
Главный зал состоит из восьми мраморных колонн с большим куполом наверху, с которых свисают железные цепи, удерживающие люстры. Вокруг большого купола три других купола, построенные на трех прямоугольных колоннах из камня и гипса. Купол главного зала, двери и колонны украшены мелкими аккуратными украшениями. Стены также покрыты иорданским мрамором на высоте трех метров над землей. В главном зале находились две ниши, покрытые геометрическими мотивами, вокруг которых были построены четыре колонны.
В мечети было два коридора, окружающих главный зал, один с востока, а другой с севера, площадью 800 квадратных метров каждый. Над коридорами возвышаются 26 куполов, опирающихся на 12 колонн. Между каждым из них 4,5 метра. В мечеть ведут три двери, одна со стороны жилой зоны и две со стороны рынков.

### Часы

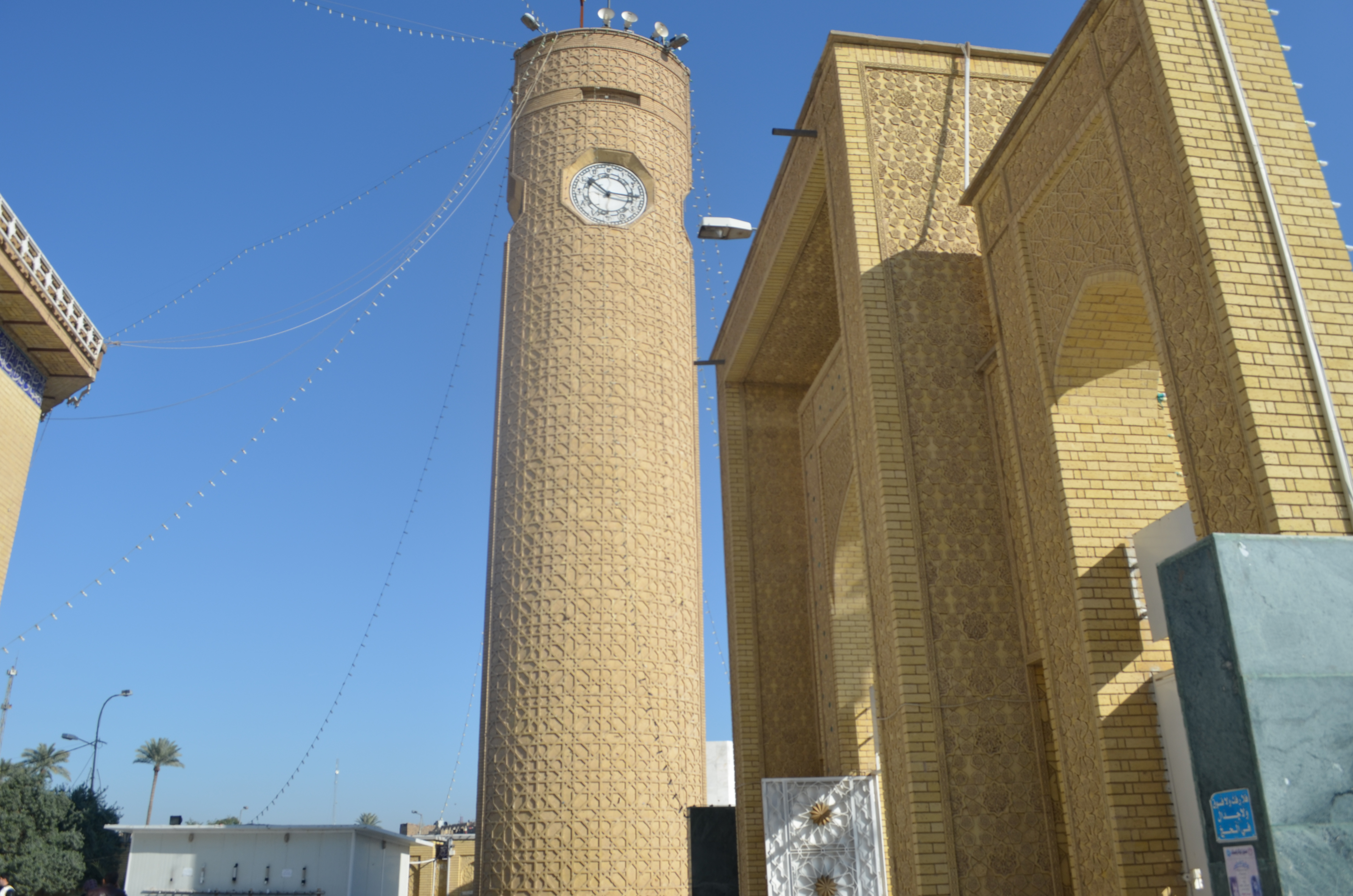
Башня с часами

В 1919 году большие двусторонние часы были переданы мечетью Абдул-Кадира Гилани в мечеть Абу Ханифа, чтобы починить их и установить в мечети, но они были старыми и большая часть их была повреждена. Мечеть Абу Ханифа опубликовала в газетах 17 февраля 1921 года сообщение о необходимости помощи специалиста в починке часов, но никто не откликнулся. 17 марта 1921 года Абдул-Раззак Махсуб пообещал посмотреть и, если возможно, исправить часы. Осмотрев их, он обнаружил, что они очень повреждены и не могут работать, поэтому он попросил Управление религиозных пожертвований сделать ещё одни часы, похожие на старые. 25 марта 1925 года началась работа над часами в доме Махсуба, где он с помощью своих сыновей Мухаммада Рашида и Абдуллаха Хади изготовил часы с четырьмя циферблатами. Ремонт был завершен 28 декабря 1929 года. Махсуб передал часы Управлению религиозных пожертвований, но они не взяли его, потому что не были в нём уверены. Он повесил их на высокой стене в доме до 10 октября 1932 года и простояли там до февраля 1933 года, когда Управление приняло часы, но не повесила, потому что башни не было. Часы пролежала 26 лет на складах Управления до 1961 года, когда была построена башня и повешены часы. В 1973 году часовая башня была покрыта золотыми алюминиевыми листами.

### Гробница
Расположенная под главным куполом гробница представляет собой широкое помещение. Абу Ханифа похоронен посреди комнаты, его могила накрыта деревянным зарихом с металлическими решетками.